# Nnamdi Collins
Pharrell Nnamdi Collins, né le 10 janvier 2004 à Düsseldorf en Allemagne, est un footballeur allemand qui évolue au poste de défenseur à l'Eintracht Francfort.

## Biographie

### Carrière en club
Nnamdi Collins passe par le centre de formation du Fortuna Düsseldorf, principal club de sa ville natale. À l'âge de 12 ans, il rejoint la formation du Borussia Dortmund, où il passe définitivement d'un joueur offensif à un défenseur.

#### Borussia Dortmund
Il gravit rapidement les échelons des différentes catégories jeunes de Dortmund, étant appelé avec les U19 à l'âge de 16 ans. Ces performance lui valent une offre de 2 millions de livres de la part du club anglais Chelsea. Il signe néanmoins un nouveau contrat de 3 ans en mai 2020, et s'entraîne avec l'équipe première dès mars 2021. Il participe à la pré-saison 2021 de Dortmund mais se blesse au genou lors d'un match amical contre Bochum, ce qui le rendra indisponible jusqu'en octobre.
Lors de la saison 2022-2023, Nnamdi Collins devient capitaine de l'équipe U19, avec qui il dispute tous les matchs de championnat et de Youth League en première partie de saison. En seconde partie de saison, il fait ses débuts avec l'équipe réserve en 3. Liga en étant titulaire lors d'une victoire 3-1 contre le promu Bayreuth. Il disputera 7 autres matches de championnat avec la réserve cette saison.

#### Eintracht Francfort
À l'été 2023, Nnamdi Collins signe un contrat jusqu'en 2028 avec l'Eintracht Francfort. Il joue d'abord avec l'équipe réserve qui évolue en Regionalliga Südwest (4e division), où il fera 16 apparitions. En février 2024, il est pour la première fois appelé pour un match de Bundesliga avec l'équipe première. Enfin, le 5 avril 2024, il y fait ses débuts en étant titulaire à domicile contre le Werder Brême (match nul, 1-1).

### Carrière internationale
Collins représente l'Allemagne à plusieurs niveaux de jeunes depuis ses 15 ans, jusqu'à être appelé avec les espoirs en novembre 2024 pour deux matchs amicaux contre le Danemark et la France où il est deux fois titulaire.
De par ses origines, il est également éligible pour représenter le Nigéria au niveau international.

## Palmarès

### En sélection
Allemagne espoirs
- Championnat d'Europe
  - Finaliste en 2025